# Hugo Jonsson
Hugo Alarik Jonsson (* 25. Februar 1884 in Helsinki; † 9. April 1949 ebenda) war ein finnischer Schwimmer.

## Karriere
Jonsson nahm 1908 an den Olympischen Spielen in London teil. In den Wettbewerben über 100 m Rücken und 200 m Brust scheiterte er jeweils im Vorlauf.